# 艾格斯 (西班牙)
艾格斯，是西班牙巴伦西亚自治区阿利坎特省的一个市镇。总面积19km2，总人口541人（2001年），人口密度28人/km2。